# Calycomyza pseudotriumfettae
Calycomyza pseudotriumfettae är en tvåvingeart som beskrevs av Etienne och Martinez 2002. Calycomyza pseudotriumfettae ingår i släktet Calycomyza och familjen minerarflugor. Inga underarter finns listade i Catalogue of Life.